# John MacLean (homme politique écossais)
John Maclean (24 août 1879-30 novembre 1923) est un instituteur écossais et socialiste révolutionnaire de l'ère Red Clydeside. Il se distingue par son opposition déclarée à la Première Guerre mondiale, ce qui provoque son arrestation en vertu de la loi sur la défense du royaume et la perte de son poste d'enseignant, après quoi il devient conférencier et militant marxiste à plein temps. En avril 1918, il est arrêté pour sédition et son discours de 75 minutes depuis le banc des accusés devient un texte célèbre pour la gauche écossaise. Il est condamné à cinq ans de travaux forcés, mais est libéré après l'armistice de novembre.
Maclean pense que les ouvriers écossais sont particulièrement aptes à diriger la révolution et parle de « communisme celtique », inspiré par l'esprit de clan. Mais son lancement d’un Parti Républicain des Travailleurs Écossais et d’un Parti Communiste Écossais est en grande partie un échec. Bien qu'il ait été nommé représentant bolchevique en Écosse, il n'est pas en harmonie avec le Parti communiste de Grande-Bretagne, même si celui-ci a absorbé le Parti socialiste britannique, auquel il a appartenu. En captivité, Maclean entame une grève de la faim et un gavage forcé prolongé affecte sa santé de manière permanente. Il s'est effondré lors d'un discours et est mort d'une pneumonie, à l'âge de quarante-quatre ans.

## Biographie

### Jeunesse
Maclean est né à Pollokshaws, alors à la périphérie de Glasgow, en Écosse. Son père Daniel ((en gaélique écossais : Dòmhnall MacIllEathain) 1843–1888) est un potier originaire de Bo'ness et sa mère Ann (1846–1914) vient de Corpach,. Ses parents parlent le gaélique et il est élevé dans une famille calviniste. Maclean suit une formation d'instituteur sous les auspices de l'Église libre d'Écosse, puis suit des cours à temps partiel à l'Université de Glasgow et obtient une maîtrise ès arts en 1904.

### Développement politique
Maclean se lance en politique pour la première fois grâce à l'Union progressiste de Pollokshaws et au Merrie England de Robert Blatchford. Il est convaincu que le niveau de vie des classes ouvrières ne peut être amélioré que par la révolution sociale et c'est en tant que marxiste qu'il rejoint la Fédération sociale démocratique (SDF), et reste dans l'organisation qui devient le Parti socialiste britannique.
En 1906, Maclean prononce une série de discours à Pollokshaws qui conduisent à la formation d'une branche du SDF là-bas, et grâce à ceux-ci, il rencontre James D. MacDougall, qui devient son plus fervent partisan pour le reste de sa vie.
Maclean est également un membre actif du mouvement coopératif et c'est lui qui conduit les sociétés coopératives du Renfrewshire à faire pression sur les conseils scolaires locaux pour qu'ils fournissent des installations pour des cours d'économie pour adultes.
Ennemi révolutionnaire de ce qu'il considère comme une guerre impérialiste, Maclean est farouchement opposé à la position adoptée par la direction du BSP autour de Henry Hyndman. Cependant, il ne fait pas partie de la nouvelle direction qui remplaça Hyndman en 1916.

### éducateur marxiste
Au moment de la Première Guerre mondiale, son socialisme est de nature révolutionnaire, bien qu'il ait travaillé avec d'autres membres du Comité des travailleurs de Clyde qui sont plus réformistes, comme son ami James Maxton. Il s'oppose fortement à la guerre, estimant qu'il s'agit d'une guerre impérialiste qui divise les travailleurs les uns des autres, comme il l'explique dans sa lettre à Maclean.
Ses opinions politiques le font connaître aux autorités de l'époque et le 27 octobre 1915, il est arrêté en vertu de la loi sur la défense du royaume et la commission scolaire de Govan le renvoie de son poste d'enseignant à l'école primaire de Lorne Street. En conséquence, il devient conférencier et militant marxiste à plein temps, éduquant les travailleurs à la théorie marxiste. Il fonde plus tard le Scottish Labour College.
Pendant la Première Guerre mondiale, il est actif dans les cercles anti-guerre et est emprisonné en 1916 pour avoir enfreint la loi sur la défense du royaume, mais est libéré en 1917 après des manifestations qui suivent la révolution de février en Russie.

### Relation avec la Russie
En janvier 1918, Maclean est élu président du Troisième Congrès panrusse des Soviets et, un mois plus tard, nommé consul bolchevique en Écosse,. Il établit un consulat au 12 South Portland Street à Glasgow mais se voit refuser la reconnaissance par le gouvernement britannique.

### Procès et emprisonnement pour sédition (1918)
Le 15 avril 1918, Maclean est arrêté pour sédition. La libération sous caution lui est refusée et son procès est fixé au 9 mai à Édimbourg. Il mène sa propre défense de manière provocante, refusant de plaider et lorsqu'on lui demande s'il s'est opposé à ce que l'un des jurés réponde : « Je m'oppose à tous ». La thèse de l'accusation repose sur les dépositions de témoins ayant assisté à ses réunions, qui citent des extraits de ses discours en utilisant des notes qu'ils ont rédigées de mémoire après la réunion. Maclean s'oppose à ce que ses propos soient sortis de leur contexte, disant : "Les principales parties de mon discours, dans lesquelles mes thèmes sont développés, ont été omises. Je veux dénoncer la supercherie du gouvernement britannique, de sa police et de ses avocats." . Son discours, de 75 minutes, devant le tribunal, est resté fameux.
Après l'armistice du 11 novembre, il est libéré le 3 décembre 1918 et retourne à Glasgow où il reçoit un accueil tumultueux. Onze jours plus tard, Maclean est le candidat officiel du Parti travailliste aux élections générales dans la circonscription de Glasgow Gorbals, où il échoue à battre le député en exercice, George Nicoll Barnes, un ancien député travailliste qui a fait défection pour soutenir le gouvernement de coalition de Lloyd George,.

### Irlande
Maclean est un partisan du Home Rule pour l'Irlande, mais s'oppose à l'origine à une Irlande indépendante parce qu'il craint une Irlande catholique indépendante. Il s’engage ensuite  en faveur de l’indépendance irlandaise dans le cadre d’une lutte anti-impérialiste mondiale. Il écrit une brochure intitulée « La tragédie irlandaise : la honte de l'Écosse » qui se vend à 20 000 exemplaires. Après l'Insurrection de Pâques, il a des contacts avec des membres du Conseil écossais de la Fraternité républicaine irlandaise Au cours de l'été 1907, il entreprend une tournée de conférences en Irlande, où il se lie d'amitié avec James Larkin. Lors de l'insurrection de Pâques, il s'en distance parce qu'il le considère comme une révolution démocratique bourgeoise et en contradiction avec ses principes pacifistes.
En juillet 1919, il visite Dublin pour la première fois et prononce des discours. À la fin de sa vie, son attitude envers l'Irlande se radicalise et il abandonne son opposition au républicanisme irlandais. Il décrit la guerre d'indépendance irlandaise comme « la lutte des Irlandais pour la liberté », défend les meurtres de « jaunes et de traîtres à leur race », et tolère l'assassinat d'un magistrat, Alan Bell, en disant « Qu'un homme ou une femme qui se respecte peut blâmer les Irlandais pour avoir débarrassé la terre d'une mouffette aussi immonde ?". Il considère la guerre en Irlande comme un renforcement de la révolution bolchevique en Russie, arguant que « les Sinn Féiners irlandais, qui ne font aucune profession de socialisme ou de communisme, font plus pour aider la Russie et la révolution que tous les bolcheviks marxistes que nous avons professés en Grande-Bretagne »". Il considère l'indépendance irlandaise comme une chose positive pour l'Écosse ; dans un discours que Maclean prononce à Motherwell en 1920, il affirme que la politique étrangère du gouvernement britannique envers l'Irlande vise à « affamer les jeunes [irlandais] hors de leur pays natal » et que l'indépendance de l'Irlande diminuerait l'émigration irlandaise vers l'Écosse, permettant ainsi davantage de opportunités pour les travailleurs écossais. Lorsque le gouvernement de l'État libre d'Irlande commence à exécuter ses opposants pendant la Guerre civile irlandaise Maclean écrit une lettre de protestation à William T. Cosgrave pour exprimer sa « consternation ».

### Formation du Parti communiste

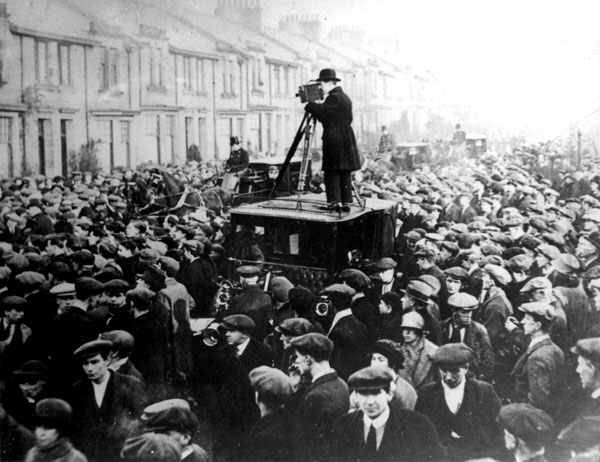
Le cercueil de John Maclean quitte sa maison de Pollokshaws sur Auldhouse Road.

Comme le BSP est la principale organisation constituante qui fusionne avec le Parti communiste de Grande-Bretagne nouvellement formé, Maclean est lié du nouveau parti malgré son soutien à l'Internationale communiste. Tout en déclarant qu'il veut faire de Glasgow une Petrograd, il est catégorique sur le fait que Moscou ne doit pas dicter ses ordres à Glasgow et se déclare en faveur d'une République ouvrière écossaise, arguant que l'acceptation par Lénine d'un Parti communiste « britannique » est une erreur fondée sur sur des informations insuffisantes. Il croit que les travailleurs écossais peuvent évoluer dans une direction révolutionnaire plus rapidement que leurs camarades d'Angleterre et du Pays de Galles et, en 1920, il tente de fonder un Parti communiste écossais. Ce groupe se rebaptise Parti travailliste communiste et abandonne les positions distinctives de Maclean, qui les quittent avec dégoût. Il tente de fonder un nouveau Parti communiste écossais, sans succès. Il semble qu’il soit devenu membre du Parti socialiste travailliste à cette époque.
En novembre 1922, il écrit dans The Vanguard que « l’ empire britannique constitue la plus grande menace pour la race humaine… Le meilleur intérêt de l’humanité peut donc être servi par l’éclatement de l’empire britannique. Les Irlandais, les Indiens et d’autres jouent leur rôle. Pourquoi les Écossais ne devraient-ils pas alors justifier amplement la corruption des communistes anglais et la position de la classe dirigeante anglaise? En 1923, Maclean fonde le parti républicain des travailleurs écossais, qui combine les idéologies communistes et le nationalisme écossais, l'appel de Maclean en faveur d'une République communiste d'Écosse est basé sur la conviction que la société gaélique écossaise traditionnelle est structurée selon le modèle de la « communauté ».

### Mort et héritage
Son séjour à la prison de Peterhead en 1918 a provoqué une détérioration considérable de sa santé, étant gavé de force par des grèves de la faim.
Maclean est décédé à Glasgow le 30 novembre 1923, à l'âge de 44 ans. Sa réputation est telle que plusieurs milliers de personnes bordent les rues de Glasgow pour voir passer son cortège funèbre. Il laisse un héritage politique qui est ensuite revendiqué à la fois par les mouvements nationalistes écossais et travaillistes, ce qui le rend rare à cet égard parmi les personnages historiques écossais. Le Parti socialiste écossais moderne revendique l'héritage politique de Maclean, en particulier le Mouvement socialiste républicain écossais, auparavant une faction (ou « plate-forme ») au sein du SSP.